# Oreoglanis
Oreoglanis es un género de peces de la familia Sisoridae en el orden de los Siluriformes.

## Especies
Hay 22 especies reconocidas en este género:
- Oreoglanis colurus Vidthayanon, Saenjundaeng & H. H. Ng, 2009
- Oreoglanis delacouri (Pellegrin, 1936)
- Oreoglanis frenata H. H. Ng & Rainboth, 2001
- Oreoglanis heteropogon Vidthayanon, Saenjundaeng & H. H. Ng, 2009
- Oreoglanis hypsiura H. H. Ng & Kottelat, 1999
- Oreoglanis immaculata D. P. Kong, X. Y. Chen & J. X. Yang, 2007
- Oreoglanis infulata H. H. Ng & Freyhof, 2001
- Oreoglanis insignis H. H. Ng & Rainboth, 2001
- Oreoglanis jingdongensis D. P. Kong, X. Y. Chen & J. X. Yang, 2007
- Oreoglanis laciniosa Vidthayanon, Saenjundaeng & H. H. Ng, 2009
- Oreoglanis lepturus H. H. Ng & Rainboth, 2001
- Oreoglanis macronemus H. H. Ng, 2004
- Oreoglanis macroptera (Vinciguerra, 1890)
- Oreoglanis majuscula Linthoingambi & Vishwanath, 2011
- Oreoglanis nakasathiani Vidthayanon, Saenjundaeng & H. H. Ng, 2009
- Oreoglanis pangenensis Sinha & Tamang, 2015
- Oreoglanis setigera H. H. Ng & Rainboth, 2001
- Oreoglanis siamensis H. M. Smith, 1933
- Oreoglanis sudarai Vidthayanon, Saenjundaeng & H. H. Ng, 2009
- Oreoglanis suraswadii Vidthayanon, Saenjundaeng & H. H. Ng, 2009
- Oreoglanis tenuicauda Vidthayanon, Saenjundaeng & H. H. Ng, 2009
- Oreoglanis vicina Vidthayanon, Saenjundaeng & H. H. Ng, 2009